# Грипенкерль, Кристиан
Кристиан Грипенкерль (нем. Christian Griepenkerl; 17 марта 1839, Ольденбург — 22 марта 1916, Вена) — немецкий художник, педагог, профессор венской Академии изобразительных искусств, наиболее известен тем, что дважды завалил на вступительных экзаменах молодого австрийского художника.

## Биография
Родился в богатой и известной семье города Ольденбурга. В 1855 году отправился в Вену, чтобы поступить на учёбу в частную школу рисования Карла Раля.
Первая же картина Грипенкерля «Эдип и Антигона» получила одобрение Королевской академии живописи. В связи с этим Грипенкерлю вместе с другими учениками К. Раля и под его руководством было поручено создание живописных фресок для парадной лестницы Оружейного музея (ныне Военно-исторический музей), а также дворца Тодеско и венского дворца семейства фон Сина.
После смерти профессора Раля в 1865 году Грипенкерль продолжил и завершил незаконченные работы своего учителя.
В 1874 он был назначен профессором Академии художеств в Вене, где, начиная с 1877 года возглавлял специальную мастерскую исторической живописи.
Кристиан Грипенкерль — художник, создавший целый ряд полотен на исторические сюжеты и темы из античной мифологии. Портретист.
Воспитал целое поколение знаменитых венских художников, среди его учеников: Карл Молль (1880—81), Альфред Роллер, Станислав Рейхан (1877), Макс Курцвайль, Карл Отто Чешка (1894—99), Рихард Герстль (1898—99), Генрих Книрр, Эгон Шиле (1906—08), Имре Ревес, Коломан Мозер (1889—1890), Антон Файстауер (1906—09), Рудольф Бахер и др.
Его консервативные взгляды на искусство приводили к неоднократным протестам со стороны учеников, а в 1909 году создание группой его студентов, в числе которых были Эгон Шиле, Антон Колиг, Антон Файстауер и другие, объединения «Новое искусство» (Neukunstgruppe), целью которого была борьба с консерватизмом в живописи.
Кристиан Грипенкерль был требовательным и взыскательным педагогом. Так, постоянно вступавшему с ним в споры из-за манеры письма Рихарду Герстлю, он однажды сказал: «Я уверенней вожу струей мочи по снегу, чем Вы рисуете».
Грипенкерль также прославился тем, что дважды провалил на вступительных экзаменах в венскую Академию изобразительных искусств молодого Адольфа Гитлера. В 1907 году, когда Гитлер должен был подготовить образцы своих рисунков, профессор неодобрительно отметил, что «Образцы рисунков — неудовлетворительны. В них слишком мало голов». В 1908 году его вердикт был ещё яснее: «Не допускается».
Похоронен в почётной могиле на Центральном кладбище Вены.

## Награды
- Орден Заслуг герцога Петра-Фридриха-Людвига (1878)
- Орден Железной короны (1887)